# WNBA Community Assist Award
Der Community Assist Award ist ein monatlich und jährlich – auch mehrfach – verliehener Preis des der globalen gesellschaftlichen Verpflichtung dienenden NBA Cares-Programmes vorrangig an Spieler der National Basketball Association (NBA). Als WNBA Community Assist Award wird der Preis seit der WNBA-Saison 2008 während der Sommerpause der NBA auch monatlich an Spielerinnen der Women’s National Basketball Association (WNBA) verliehen.
NBA Cares unterhält diverse Programme zur Förderung der Jugend und der Familien, der geistigen, seelischen und körperlichen Gesundheit, des internationalen Austausches, gesellschaftlicher Inklusion, der Bildung und des Umweltschutzes in enger Zusammenarbeit mit Organisationen wie UNICEF, der Make-A-Wish-Foundation, den Boys & Girls Clubs of America, Autism Speaks, dem Amerikanischen Roten Kreuz, dem YMCA, World Vision, Save the Children, Let’s Move, den Special Olympics und anderen. Die WNBA engagiert sich unter dem Motto WNBA Cares außerdem in der Brustkrebs- und Ovarialkrebsvorsorge.

## Geschichte
Der Preis wurde ursprünglich als NBA Community Assist Award seit 2001/02 während der regulären NBA-Saison vornehmlich an NBA-Spieler verliehen, die eine wohltätige Organisation als Empfänger einer Spende bestimmen können. Preisträger erhalten seit der Saison 2002/03 eine David Robinson gewidmete Tafel mit der Inschrift: „Following the standard set by NBA Legend David Robinson, who improved the community piece by piece“ („Dem von NBA-Legende David Robinson gesetzten Standard folgend, der die Gemeinschaft Stück für Stück verbessert hat“). Seit 2008/09 gibt es zuweilen Preise für das Engagement während der Saisonpause und seit 2011/12 jährliche Saisonauszeichnungen.
Während der Sommerpause der NBA wird unter dem Motto WNBA Cares in den Saisonmonaten der Women’s National Basketball Association (WNBA) seit der Saison 2008 auch monatlich ein Preis an WNBA-Spielerinnen verliehen und seit der Saison 2017 ebenfalls als jährliche Auszeichnung.
Momentan werden die Preise von Kaiser Permanente bei den Herren und State Farm bei den Damen gesponsert (Stand: 2020). Gelegentlich wird wegen vermeintlicher oder tatsächlicher Bigotterie und moralisch widersprüchlicher Verflechtungen mit der Industrie gegen das NBA Cares-Programm polemisiert.
In der von der COVID-19-Pandemie geprägten Saison 2020 ging der Saison-Preis an sämtliche Spielerinnen der WNBA „für vereinte Führungsqualität und Hingabe an die WNBA-Gerechtigkeitsbewegung“. Die WNBA und die Women’s National Basketball Players Association (WNBPA) hatten damit unter dem Eindruck der Todesfälle von George Floyd und Breonna Taylor sowie der Schüsse auf Jacob Blake eine neue Plattform begründet, die sich dem Kampf für soziale Gerechtigkeit und gegen rassische Ungleichheit und systemischen Rassismus verschrieben hat. Das Preisgeld von 50.000 Dollar wurde dem African American Policy Forum (AAPF) gespendet, das 2014 die „Say Her Name“-Kampagne begonnen hatte.

## Die WNBA-Preisträgerinnen
 – Saisonpreisträger des Community Assist Awards
| WNBA Cares Community Assist Awards | WNBA Cares Community Assist Awards | WNBA Cares Community Assist Awards | WNBA Cares Community Assist Awards |
| Saison                             | Monat                              | Preisträger                        | Team                               |
| ---------------------------------- | ---------------------------------- | ---------------------------------- | ---------------------------------- |
| 2008                               | Juni 2008 00000000000000           | Sylvia Fowles                      | Chicago Sky                        |
| 2008                               | Juli 2008                          | Candice Wiggins                    | Minnesota Lynx                     |
| 2008                               | August 2008                        | Ruth Riley                         | San Antonio Silver Stars           |
| 2009                               | Juni 2009                          | Temeka Johnson                     | Phoenix Mercury                    |
| 2009                               | Juli 2009                          | Candice Dupree                     | Chicago Sky                        |
| 2009                               | August 2009                        | Courtney Paris                     | Sacramento Monarchs                |
| 2010                               | Juni 2010                          | Sue Bird                           | Seattle Storm                      |
| 2010                               | Juli 2010                          | Sylvia Fowles                      | Chicago Sky                        |
| 2010                               | August 2010                        | Katie Douglas                      | Indiana Fever                      |
| 2011                               | Juni 2011                          | Kara Lawson                        | Connecticut Sun                    |
| 2011                               | Juli 2011                          | Tamika Catchings                   | Indiana Fever                      |
| 2011                               | August 2011                        | Swin Cash                          | Seattle Storm                      |
| 2012                               | Juni 2012                          | Ruth Riley                         | Chicago Sky                        |
| 2012                               | Juli 2012                          | Candice Wiggins                    | Minnesota Lynx                     |
| 2012                               | August 2012                        | DeLisha Milton-Jones               | Los Angeles Sparks                 |
| 2013                               | Mai 2013                           | Tulsa Shock                        |                                    |
| 2013                               | Juni 2013                          | Katie Smith                        | New York Liberty                   |
| 2013                               | Juli 2013                          | Tamika Catchings                   | Indiana Fever                      |
| 2013                               | August 2013                        | Katie Douglas                      | Indiana Fever                      |
| 2014                               | Mai 2014                           | Tina Charles                       | New York Liberty                   |
| 2014                               | Juni 2014                          | Essence Carson                     | New York Liberty                   |
| 2014                               | Juli 2014                          | Chiney Ogwumike                    | Connecticut Sun                    |
| 2014                               | Juli 2014                          | Nneka Ogwumike                     | Los Angeles Sparks                 |
| 2014                               | August 2014                        | Briann January                     | Indiana Fever                      |
| 2015                               | Mai 2015                           | Jeanette Pohlen                    | Indiana Fever                      |
| 2015                               | Juni 2015                          | Essence Carson                     | New York Liberty                   |
| 2015                               | Juli 2015                          | Elena Delle Donne                  | Chicago Sky                        |
| 2015                               | August 2015                        | Briann January                     | Indiana Fever                      |
| 2016                               | Mai 2016                           | Tina Charles                       | New York Liberty                   |
| 2016                               | Juni 2016                          | Elizabeth Williams                 | Atlanta Dream                      |
| 2016                               | Juli 2016                          | Carolyn Swords                     | New York Liberty                   |
| 2016                               | August 2016                        | Jayne Appel-Marinelli              | San Antonio Stars                  |
| 2017                               | Mai 2017                           | New York Liberty                   |                                    |
| 2017                               | Juni 2017                          | Brittney Griner                    | Phoenix Mercury                    |
| 2017                               | Juli 2017                          | Alysha Clark                       | Seattle Storm                      |
| 2017                               | August 2017                        | Tina Charles                       | New York Liberty                   |
| 2017                               | Saison 2017                        | New York Liberty                   |                                    |
| 2018                               | Mai 2018                           | Diana Taurasi                      | Phoenix Mercury                    |
| 2018                               | Juni 2018                          | Maya Moore                         | Minnesota Lynx                     |
| 2018                               | Juli 2018                          | Alysha Clark                       | Seattle Storm                      |
| 2018                               | August 2018                        | Candice Dupree                     | Indiana Fever                      |
| 2018                               | Saison 2018                        | Nneka Ogwumike                     | Los Angeles Sparks                 |
| 2019                               | Mai 2019                           | Briann January                     | Phoenix Mercury                    |
| 2019                               | Juni 2019                          | Danielle Robinson                  | Minnesota Lynx                     |
| 2019                               | Juli 2019                          | A’ja Wilson                        | Las Vegas Aces                     |
| 2019                               | August 2019                        | Jasmine Thomas                     | Connecticut Sun                    |
| 2019                               | Saison 2019                        | Natalie Achonwa                    | Indiana Fever                      |
| 2020                               | Saison 2020                        | Sämtliche Spielerinnen der WNBA    |                                    |
| 2021                               | Mai 2021                           | Amanda Zahui B.                    | Los Angeles Sparks                 |
| 2021                               | Juni 2021                          | Jasmine Thomas                     | Connecticut Sun                    |
| 2021                               | Juli 2021                          | Arike Ogunbowale                   | Dallas Wings                       |
| 2021                               | August 2021                        | Layshia Clarendon                  | Minnesota Lynx                     |
| 2021                               | Saison 2021                        | Amanda Zahui B.                    | Los Angeles Sparks                 |
| 2022                               | Mai 2022                           | Isabelle Harrison                  | Dallas Wings                       |
| 2022                               | Juni 2022                          | Brianna Turner                     | Phoenix Mercury                    |
| 2022                               | Juli 2022                          | Sylvia Fowles                      | Minnesota Lynx                     |
| 2022                               | August 2022                        | Jocelyn Willoughby                 | New York Liberty                   |
| 2022                               | Saison 2022                        | Brianna Turner                     | Phoenix Mercury                    |
| 2023                               | Mai 2022                           | Satou Sabally                      | Dallas Wings                       |
| 2023                               | Juni 2022                          | Brittney Griner                    | Phoenix Mercury                    |
| 2023                               | Juli 2022                          | Arike Ogunbowale                   | Dallas Wings                       |
| 2023                               | August 2022                        | Courtney Vandersloot               | New York Liberty                   |
| 2023                               | Saison 2023                        | Brittney Griner                    | Phoenix Mercury                    |